# جمعة كابويا
جمعة كابويا (من مواليد 22 يونيو 1945) هو سياسي تنزاني من حزب الثورة وعضو في البرلمان عن دائرة أورامبو الغربية الانتخابية منذ عام 1995.

## الحياة المهنية
كان كابويا عضوًا في المجلس التنفيذي الوطني الحاكم من الحزب الثوري من 1997 إلى 2005. بعد أن شغل منصب وزير العمل وتنمية الشباب والرياضة، تم تعيين كابويا وزيراً للدفاع والخدمة الوطنية في 4 يناير 2006 . بعد عامين كوزير للدفاع، تم تعيينه وزيرا للعمل والتوظيف وتنمية الشباب في 12 فبراير 2008.
وهو عضو في الحزب الثوري بالبرلمان في الجمعية الوطنية التنزانية، ويمثل دائرة أورامبو الغربية الانتخابية. قبل خدمته الحكومية كان كابويا أستاذاً لعلم النبات في جامعة دار السلام.